# Supercoppa spagnola 2007 (pallacanestro maschile)
La Supercoppa spagnola 2007  è la 4ª Supercoppa spagnola di pallacanestro maschile, organizzata dalla ACB e l'8ª edizione in generale.
Si svolse tra il 28 e il 29 settembre 2007 presso la Bizkaia Arena di Barakaldo tra i seguenti quattro club:
- Bilbao Berri, squadra ospitante
- Real Madrid, campione di Spagna 2006-07
- Barcellona, vincitore della Copa del Rey 2007
- Saski Baskonia, miglior posizione in Liga ACB 2006-07

## Tabellone
|  | Semifinali | Semifinali     | Semifinali   |              |                | Finale         | Finale | Finale |  |
|  |            |                |              |              |                |                |        |        |  |
|  | 2          | Real Madrid    | 82           |              |                |                |        |        |  |
|  | 2          | Real Madrid    | 82           |              |                |                |        |        |  |
|  | 4          | Saski Baskonia | 83           |              |                |                |        |        |  |
|  | 4          | Saski Baskonia | 83           |              | Saski Baskonia | Saski Baskonia | 85     |        |  |
|  |            |                |              |              | Saski Baskonia | Saski Baskonia | 85     |        |  |
|  |            |                | Bilbao Berri | Bilbao Berri | 73             |                |        |        |  |
|  | 1          | Bilbao Berri   | Bilbao Berri | Bilbao Berri | 73             | 96             |        |        |  |
|  | 1          | Bilbao Berri   |              |              |                |                |        |        |  |
|  | 3          | Barcellona     | 81           |              |                |                |        |        |  |

## Semifinali
| Arbitri: | Juan Carlos Mitjana Miguel Ángel Pérez Pérez Vicente Bultó |

|            |            |               |
| Bullock 27 | Punti      | 20 Prigioni   |
| Bullock 3  | Assist     | 5 Prigioni    |
| Hervelle 8 | Rimbalzi   | 6 McDonald    |
| Joan Plaza | Allenatori | Neven Spahija |

| Arbitri: | Juan Carlos Arteaga José Antonio Martín Bertrán Daniel Hierrezuelo |

|                |            |                |
| Huertas 16     | Punti      | 23 Lakovič     |
| Huertas 4      | Assist     | 8 Sánchez      |
| Weis 6         | Rimbalzi   | 9 İlyasova     |
| Txus Vidorreta | Allenatori | Duško Ivanović |

## Finale
| Arbitri: | Juan Carlos Arteaga Francisco de la Maza Daniel Hierrezuelo |

| |            | |
| Huertas 18 | Punti      | 23 Rakočević |
| Salgado 4 | Assist     | 7 Prigioni |
| Pašalić 6 | Rimbalzi   | 7 Splitter |
| 4 Huertas• 9 Recker• 13 Banić• 15 Weis• 19 P. Vázquez 5 X. López• 10 Zengotitabengoa• 11 Savović• 14 Salgado• 20 Lewis• 21 Rančík• 24 Pašalić | Formazioni | 8 Rakočević• 10 Planinić• 13 Jasaitis• 15 Singleton• 21 Splitter 5 Prigioni• 6 García• 9 Vidal• 11 Fernández• 12 Teletović |
| Txus Vidorreta | Allenatori | Neven Spahija |